# Луиђи де Агостини
Луиђи де Агостини (7. април 1961) је бивши италијански фудбалер и репрезентативац. Играо је на позицији везног играча. Највише наступа је имао за Јувентус као и за клуб из свог родног града, Удинезе.
Са репрезентацијом је наступао на два првенства: 1988. године на Европском као и 1990. године на Светском.

## Каријера
Де Агостини је рођен у граду Удине. Професионалну каријеру почео је у свом родном граду у клубу Удинезе, а дебитовао је 23. марта 1980. у ремију 0:0 против Наполија. Он је ретко играо што га је натерало да пређе у Серију Ц у клуб Трент на годину дана. Одмах се вратио у Серију следеће године, али овај пут за Катанзаро пре него што се вратио у Удинезе, овај пут много истакнутији. Године 1986. прешао је у Верону, мада ће тек следеће године постићи највећи успех, потписавши с Јувентусом уговор 1987. године.
Током петогодишњег боравка у Јувентусу, током преузимања уобичајене дефанзивне улоге, често је био запослен и као везни игрч, због свог офанзивног и дефанзивног рада и доприноса. Упркос свом дефанзивном стилу игре, након Платинијевог одласка у пензију, награђен је дресом број 10. Са клубом је освојио и Куп Италије и Куп УЕФА током сезоне 1989–90. Дао је гол за Јувентус, пошто су у финалу Купа УЕФА 1990. победили ривала Фјорентину. Иако је био прецизан играч, навијачи га памте и по томе што је промашио пенал против Фјорентине следеће сезоне, пошто је Роберто Бађо одбио да изведе пенал против свог бившег клуба. Са Јувентусом је постигао 28 голова у 217 наступа.
Након свог времена са Јувентусом, Луиђи је прешао у Интер Милано на годину дана, а затим прешао у клуб Регијана 1993. године, окончавши професионалну каријеру после две сезоне са клубом. Укупно, током 15 сезона професионалне каријере, уписао је 378 наступа у Серији А, постигавши 33 гола.

## Репрезентација
За време у Јувентусу, Де Агостини је постигао своју прву међународну утакмицу са резултатим од 0-0 против Норвешке, 28. маја 1987. године. Такође је учествовао на Летњим олимпијским играма 1988. године, где су успели да добију четврто место, пошто су поново стигли до полуфинала. Такође је био резервни члан репрезентације Италије на Светском првенству 1990. године на домаћем терену, где је тим такође успео да се пласира у полуфинале, само што је претрпео пораз од Аргентине, после ремија 1: 1 после додатног времена; упркос губитку, Де Агостини је успео да реализује гол у извођењу пенала. Италија је потом освојила бронзану медаљу након победе 2: 1 над Енглеском у мечу за треће место. Под менаџером Азеглијом Вицинијем, често је био распоређиван и као широки везни или као крилни бек, поред своје редовне улоге у пуном беку. Нажалост, његово време са Јувентусом укључивало је и његову последњу утакмицу за италијанску репрезентацију, 25. септембра 1991, у поразу од 2: 1 од Бугарске, током квалификационе кампање Италије за Еуро 1992. Свеукупно је уписао 36 наступа за Италију, постигавши 4 гола.

## Стил игре
Де Агостини је био тактички свестран и марљив дефанзивац, који је могао да игра на левој страни, или чак у центру одбрамбене линије свог тима, иако је због своје способности био у могућности да игра било где на левој страни терена. Ефективно је покривао бок и помагао свом тиму и офанзивно и одбрамбено. Почео је као нападач, али првенствено је био распоређен у улози нападача левог или бека током целе каријере, због свог темпа, издржљивости, преласка, осећаја позиције, техничке способности и способности да прочита игру. Такође је био у стању да игра било где у везном реду, а често је играо и на левом крилу, као и у средини или чак као дефанзивни везни због упорног стила игре. Поред његових одбрамбених стилова игре, Де Агостини је био познат по давању голова са дистанце, а био је и прецизан када је у питању слободни ударац и извођење пенала; са 33 гола у Серији А, један је од најплодоноснијих бранилаца лиге икада. Поред својих играчких способности, такође се истицао професионалношћу током целе каријере.

## Пензија
Након одласка у пензију, Де Агостини је радио као менаџер тима свог бившег клуба Удинезеа између 2007. и 2009. Његов посао подразумевао је посао посредника између менаџера тима, Ђованија Галеонеа и екипе. Сада се посвећује тренингу младих италијанских фудбалера. У почетку је радио као омладински тренер у неколико клубова, укључујући Удинезе, Милан, Реал Мадрид и Јувентус, а био је задужен за вођење омладинских кампова у Италији; касније је покренуо властиту фудбалску школу за младе играче у Фурланији, звану Де Агостини Академија.